# New Kingston
New Kingston är en del av en befolkad plats i Jamaica.   Den ligger i parishen Parish of Saint Andrew, i den östra delen av landet, i huvudstaden Kingston. New Kingston ligger 99 meter över havet och antalet invånare är 583 958.
Terrängen runt New Kingston är kuperad åt nordost, men åt sydväst är den platt.  Närmaste större samhälle är Kingston, 1,6 km sydväst om New Kingston. Runt New Kingston är det i huvudsak tätbebyggt.